# Еміль Ланг
Еміль «Буллі» Ланг (Emil „Bully“ Lang; 14 січня 1909 — 3 вересня 1944) — німецький льотчик-ас винищувальної авіації, гауптман люфтваффе. Кавалер Лицарського хреста Залізного хреста з дубовим листя.

## Біографія
До війни служив у компанії «Люфтганза», працював на транспортних літаках. В 1939 році направлений в льотну школу. У складі 1-ї ескадрильї 54-ї винищувальної ескадри брав участь в Німецько-радянській війні, зокрема під Ленінградом. Перший літак збив у березні 1943 року. В квітні 1943 року переведений в 5-у ескадрилью тієї ж ескадри, з серпня 1943 року — командир ескадрильї. Протягом 3 тижнів у жовтні-листопаді 1943 року збив 72 літаки. На початку жовтня 1943 року встановив абсолютний рекорд в історії авіації, збивши за один день 18 літаків. В березні 1944 року переведений на Захід в 9-у ескадрилью 54-ї винищувальної ескадри, літав на Fw.190A8. 20 червня 1944 року збив 4 «Мустанги». З 29 червня 1944 року — командир 2-ї групи 26-ї винищувальної ескадри «Шлагетер», дислокованої у Франції. Літак Ланга був підбитий у повітряному бою з британськими винищувачами і розбився, не дотягнувши до аеродрому.
Всього за час боїв знищив 173 літаки, в тому числі 148 радянських, а також потопив радянський торпедний катер.

## Нагороди
- Нагрудний знак пілота
- Медаль «У пам'ять 13 березня 1938 року»
- Медаль «У пам'ять 1 жовтня 1938»
- Хрест Воєнних заслуг 2-го класу з мечами (24 жовтня 1940)
- Авіаційна планка винищувача
  - в бронзі (23 березня 1943)
  - в сріблі (14 травня 1943)
  - в золоті (25 червня 1943)
- Залізний хрест
  - 2-го класу (13 червня 1943)
  - 1-го класу (2 серпня 1943)
- Двічі відзначений у Вермахтберіхт (22 жовтня 1943 і 30 серпня 1944)
- Почесний Кубок Люфтваффе (27 жовтня 1943)
- Лицарський хрест Залізного хреста з дубовим листям
  - лицарський хрест (22 листопада 1943)
  - дубове листя (№448; 11 квітня 1944)
- Німецький хрест в золоті (25 листопада 1943)